# Gelis longicauda
Gelis longicauda là một loài tò vò trong họ Ichneumonidae.